# Inversión magnética

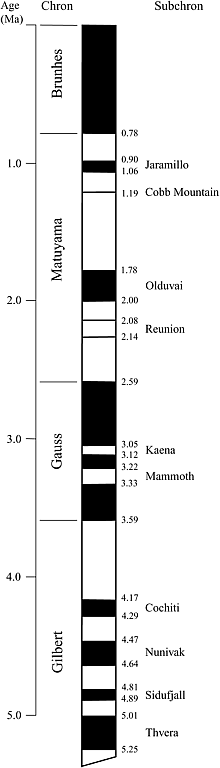
Recientes reversiones geomagneticas.

Una inversión magnética, geomagnética o de polaridad, lo que produce es el traslado de los polos y el flujo magnético, dando como resultado un cambio en la orientación del campo magnético terrestre de tal modo que la posición de los polos norte y sur magnéticos se intercambian. Estos eventos, los cuales duran de cientos a miles de años a menudo implican un descenso prolongado de la fuerza del campo magnético seguida por una recuperación rápida después de que la nueva orientación se ha establecido.

## Historia
En 1905 el geofísico francés, Bernard Brunhes mostró que algunas rocas volcánicas estaban imantadas en dirección opuesta al campo magnético terrestre actual; deduciendo de eso, que el campo magnético puede invertirse.
Por largos períodos, las inversiones magnéticas parecen haber ocurrido con una frecuencia de 1 a 5 eventos por millón de años. No obstante esta duración es altamente variable. Durante algunos períodos de tiempo geológicos, (ej. el Cretácico Largo Normal comprendido entre el Aptiano hasta el Santoniano), se observa que el campo magnético terrestre se mantuvo estable durante decenas de millones de años. Otros eventos parecen haber ocurrido muy rápidamente con no más que una inversión en 50 000 años. La última inversión de que se tiene dato fue la inversión magnética de Brunhes-Matuyama, aproximadamente hace 780 000 años.

## Causas
La opinión científica se encuentra dividida al tratar de explicar qué causa las inversiones del campo magnético terrestre. Muchos científicos creen que la inversión es un aspecto inherente de la hipótesis de la dínamo, de cómo se genera el campo geomagnético. En simulaciones por ordenador, se observa que las líneas del campo magnético pueden algunas veces entrelazarse e incluso desorganizarse por los movimientos caóticos del metal líquido del núcleo externo. 
En algunas simulaciones, esto conduce a una inestabilidad en la cual el campo magnético se invierte espontáneamente a la orientación contraria. Este argumento viene respaldado por las observaciones del campo magnético solar, el cual experimenta inversiones espontáneas cada 7-15 años (ver: Ciclo solar). Sin embargo, en el caso del Sol, se observa que la intensidad magnética solar se incrementa demasiado durante una inversión, mientras que en el caso de la Tierra, las inversiones parecen ocurrir durante una disminución en la fuerza del campo magnético.
Los métodos de cálculo actuales han utilizado grandes simplificaciones para producir los modelos que corren en aceptables escalas de tiempo para programas de investigación.
Una opinión minoritaria, sustentada por autores como Richard A. Muller, es que las inversiones geomagnéticas no son procesos espontáneos, sino más bien que estos son accionados por eventos externos los cuales interrumpen directamente el flujo dentro del núcleo de la Tierra. Tales procesos pueden incluir la llegada de fragmentos litosféricos llevados hacia abajo del manto por la acción de las placas tectónicas en las zonas de subducción, la iniciación de nuevas protuberancias en los límites del manto central y posiblemente fuerzas de cizalla debidas a algún impacto astronómico.
Los que sostienen esta teoría afirman que cualquiera de estos eventos puede conducir a una interrupción a gran escala de la dínamo terrestre, al desactivar efectivamente el campo geomagnético. Desde que el campo se encuentra fijo en la orientación norte-sur actual o una orientación invertida, proponen que cuando el campo se recupera de tal interrupción, elige de manera espontánea uno u otro estado, de tal manera que la recuperación es vista como una inversión en cerca de la mitad de los casos. Las interrupciones breves que no tienen como resultado una inversión son conocidas como excursiones geomagnéticas.

## Observando el campo magnético en el pasado
Las inversiones pasadas del campo geomagnético han sido registradas en minerales ferromagnéticos y en depósitos de flujos volcánicos. No obstante, el registro de pasadas inversiones geomagnéticas fue advertido primero al observar las «anomalías» de las bandas magnéticas en el fondo del océano. Dado que el fondo del mar se extiende con una tasa con semejanzas montañosas a la de la Tierra, esto tiene como resultado la aparición de anchas franjas, por lo que los pasados cambios de polaridad del campo magnético pueden ser evidentes al observar los datos reunidos por el simple arrastre de un magnetómetro por el lecho marino. Sin embargo, debido a la acción de la tectónica de placas, el fondo marino actual no tiene más de 180 millones de años de antigüedad, por lo que es necesario el uso de otros métodos para detectar inversiones más antiguas. La gran mayoría de las rocas sedimentarias incorporan pequeñas cantidades de minerales enriquecidos con hierro, cuya orientación es influida por el ambiente magnético bajo el cual se formaron. Bajo condiciones favorables, es así posible extraer información de las variaciones del campo magnético en muchas rocas sedimentarias. Sin embargo, los procesos diagenéticos —al quedar sepultadas— pueden borrar la evidencia del campo magnético original.
Dado que el campo magnético terrestre está presente de manera global, hallar patrones similares en las variaciones magnéticas en diferentes sitios es un método usado para correlacionar edades a través de diferentes localidades. En las pasadas cuatro décadas, grandes cantidades de datos paleomagnéticos se  han acumulado para arrojar una edad del fondo marino de unos 250 millones de años y de tal suerte que han venido a ser una importante y conveniente herramienta usada para estimar la edad de capas geológicas en el campo. Aunque no es en sí un método independiente de datación, sino que depende de otros como datación a base de radioisótopos, ha venido siendo usado especialmente por los geólogos que trabajan con rocas metamórficas e ígneas, cuando no es posible el uso de fósiles en la estimación de las edades.

## La escala de polaridad geomagnética

### La frecuencia de reversiones geomagnéticas en el tiempo

#### El Cretácico largo normal
Un largo período de tiempo durante el cual no hubo inversión de los polos magnéticos, fue el Cretácico Largo (También llamado supercrón Cretácico o C34) que duró cerca de 120 a 83 millones de años. Este período de tiempo corresponde al Aptiano y al Santoniano.
Una tendencia interesante de observar es mirar la frecuencia de las reversiones magnéticas antes y después del período. La frecuencia disminuyó de manera constante antes del período, alcanzando su punto más bajo (sin reversión) durante el periodo, después del Supercrón la frecuencia de las reversiones se incrementa lentamente sobre los siguientes 80 millones de años hasta el presente.

#### «La zona jurásica tranquila»
La zona jurásica es una sección del fondo marino que esta completamente desprovista de inversiones magnéticas, detectables en otras partes. Esto podría significar que hubo un período largo de estabilidad polar durante el período jurásico, de manera semejante al Supercrón Cretácico. Otra posibilidad, es que como esta área es la más vieja del fondo marino, cualquier magnetización, que haya existido se degradó completamente. Estas zonas existen en los márgenes continentales del océano Atlántico así como en parte del Pacífico Occidental (tal como en la fosa de las Marianas)

#### El supercrón Kiaman
Es otro largo período de tiempo en el cual no hubo inversión de los polos magnéticos. Este período va del Carbonífero al final del Pérmico.

## Futuro del campo magnético actual

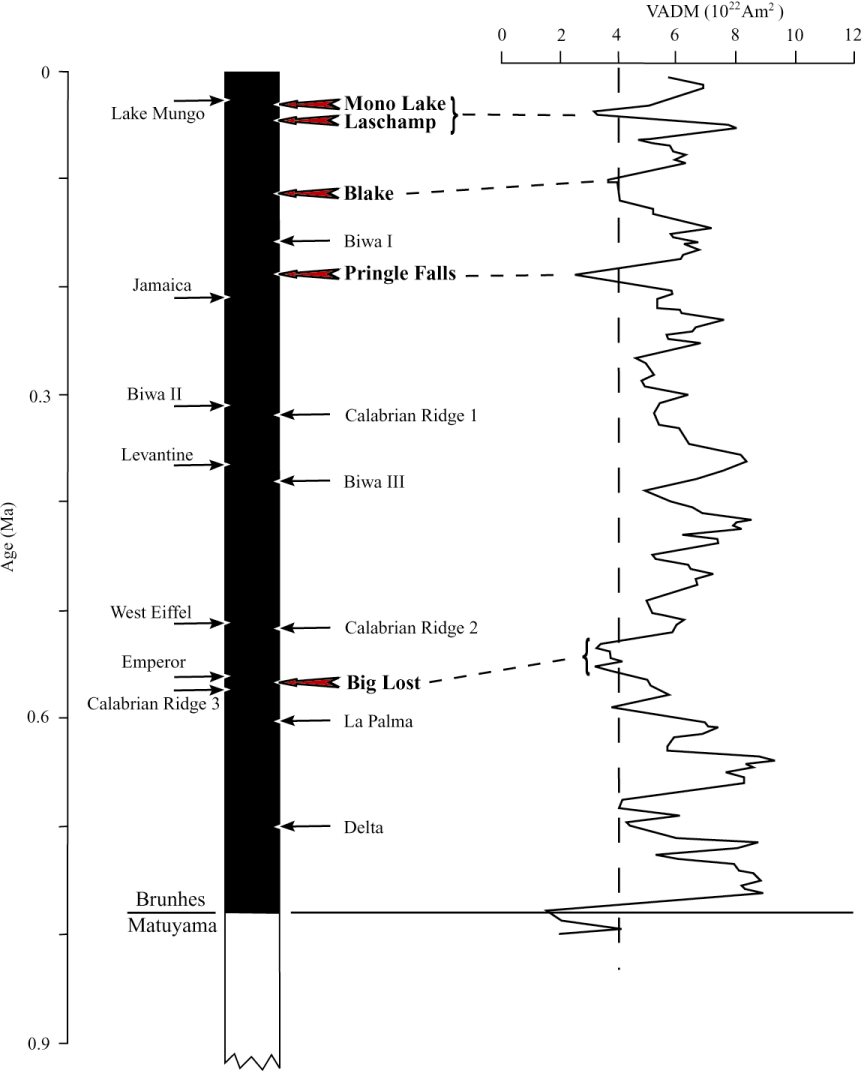
Variaciones geomagnéticas desde la última inversión.

En la actualidad, el campo magnético en general ha venido a ser más débil, en una tasa que de continuar, ocasione que el campo se desplome temporalmente hacia el año 3000 o 4000. La anomalía del Atlántico Sur se cree que es producto de ello. El fuerte deterioro corresponde a un descenso de un 10 a un 15 % sobre los últimos 150 años, y se ha acelerado en los últimos años; sin embargo la intensidad geomagnética ha disminuido casi de manera continua en un máximo de 35 % por encima del valor más reciente logrado. La tasa de disminución y la fuerza actual está dentro de lo normal de variación, como lo demuestran los registros de los campos magnéticos en el pasado, detectados en las rocas.
Nadie sabe si el decaimiento del campo continuará en el futuro. Dado que ninguna inversión magnética ha sido observada por el hombre moderno y el mecanismo de la generación de este no está del todo comprendido, es difícil decir cuales son las características del campo magnético que conducirán a dicha inversión. Algunos autores especulan que una gran disminución del campo magnético, durante un período de inversión, expondrá a la superficie de la Tierra a un sustancial y potencial incremento de radiación cósmica. Pero el Homo erectus y sus ancestros ciertamente han sobrevivido a inversiones previas. No hay evidencia de que una inversión del campo magnético haya causado cualquier extinción biológica. Una posible explicación es que el viento solar puede inducir un campo magnético suficiente -en la ionosfera de la Tierra - para protegerla de las partículas altamente energéticas, aún en ausencia del campo magnético normal del planeta.
El polo norte magnético de la tierra se está desplazando de Canadá a Siberia con una tasa de 10 kilómetros por año al comienzo del siglo XX llegando a 40 kilómetros por año en el 2003. Archivado el 1 de febrero de 2010 en Wayback Machine.. Se desconoce si este deslizamiento continuará acelerándose.
Aunque la inspección de las inversiones ocurridas en el pasado no implican extinciones biológicas, la sociedad actual, con su dependencia de la electricidad y sus efectos electromagnéticos (ej. la radio, la comunicación satelital), puede ser vulnerable a la interrupción tecnológica bajo las condiciones de una completa reversión de los campos magnéticos.
Glatzmaier y Roberts (de la UCLA) han construido un modelo numérico de los procesos dinámicos, líquidos y electrodinámicos del interior de la Tierra y lo procesaron en una supercomputadora Cray. Los resultados reprodujeron las características clave del campo magnético, simulando un tiempo de 40 000 años. El campo generado por el cálculo del ordenador se invirtió por sí mismo.